# Новофилёвский проезд
Новофилёвский прое́зд (до 15 апреля 2013 года — проекти́руемый прое́зд № 153) — проезд в Западном административном округе города Москвы на территории района Филёвский Парк.

## История
Проезд получил современное название 15 апреля 2013 года, до переименования назывался Проекти́руемый прое́зд № 153.

## Расположение
Новофилёвский проезд проходит от Берегового проезда на северо-запад, поворачивает на северо-восток, проходит до Москва-реки и продолжается на запад как Филёвский бульвар. По Новофилёвскому проезду не числится домовладений.

## Транспорт

### Автобус
По проезду проходят маршруты автобусов:

№ 653 — (Филёвский бульвар — метро «Фили»)

№ 152 — (Филёвский бульвар — метро «Краснопресненская»)

№ 73 — (Филёвский бульвар — метро «Крылатское»)

### Метро
- Станция метро  Фили — юго-восточнее проезда, на пересечении Багратионовского проезда с Новозаводской и Тучковской улицами.
- Станция метро  Шелепиха и остановочный пункт МЦК  Шелепиха — восточнее проезда, у Шмитовского проезда.

### Железнодорожный транспорт
- Станция  Фили Смоленского направления Московской железной дороги (МЦД-1) -— юго-восточнее проезда, между Новозаводской улицей, Промышленным проездом и улицей 1812 года.